# 西羅京卡
47°18′1″N 30°39′24″E / 47.30028°N 30.65667°E
西羅廷卡（烏克蘭語：Сиротинка）是位於烏克蘭西南部的村莊，由敖德萨州贝雷济夫卡区的斯特留科韋市鎮負責管轄。該村始建於1890年，面積0.88平方公里，海拔高度14米，2001年人口253，人口密度每平方公里287.5人。